# H-I
Le H-I ou H-1 est un lanceur japonais à ergol liquide, fabriqué par Mitsubishi, mais constitué d'un premier étage produit sous licence américaine et d'un ensemble de propulseurs d'appoint, et d'étages supérieurs japonais. Il est lancé neuf fois entre 1986 et 1992. Il remplace le lanceur N-II, et est ensuite remplacé par le lanceur H-II, qui utilise les mêmes étages supérieurs avec un premier étage japonais.
Le premier étage du H-I est une version du Thor-ELT construit sous licence, originellement construit pour le lanceur américain Delta 1000. L'étage est déjà utilisé au Japon pour les lanceurs N-I et N-II. Le deuxième étage est entièrement japonais, utilisant un moteur LE-5. Pour les lancements en orbite de transfert géostationnaire, un moteur à propergol solide UM-129A, produit par Nissan est utilisé comme troisième étage. Selon la masse de la charge utile, six ou neuf Castor 2 sont utilisés comme propulseurs d'appoint.

## Caractéristiques
| Caractéristiques        | Propulseurs d'appoint Castor | 1er étage       | 2eétage       | 3eétage (optionnel) |
| ----------------------- | ---------------------------- | --------------- | ------------- | ------------------- |
| Moteurs                 | 6 à 9 x moteur TX-354-3      | 1 moteur MB-3-3 | 1 moteur LE-5 | 1 moteur UM-129A    |
| Poussée                 | 258,9 kN                     | 866,7 kN        | 102,9 kN      | 77,4 kN             |
| Impulsion spécifique    | 262 s                        | 290 s           | 450 s         | 291 s               |
| Durée de fonctionnement | 37 secondes                  | 270 s           | 370 s         | 68 s                |
| Ergols                  | propergol solide             | LOX/RP-1        | LOX/LH2       | propergol solide    |

## Historique des lancements
| Date (GMT)               | S/N   | Charge utile       | Orbite | Remarques        |
| ------------------------ | ----- | ------------------ | ------ | ---------------- |
| 12 août 1986, 20:45      | 15(F) | EGS (Ajisai)       | LEO    | 9 SRMs, 2 étages |
| 27 août 1987, 09:20      | 17(F) | ETS-V (Kiku-5)     | GTO    | 9 SRMs, 3 étages |
| 19 février 1988, 10:05   | 18(F) | CS-3A (Sakura-3A)  | GTO    | 9 SRMs, 3 étages |
| 16 septembre 1988, 09:59 | 19(F) | CS-3B (Sakura-3B)  | GTO    | 9 SRMs, 3 étages |
| 5 septembre 1989, 18:11  | 20(F) | GMS-4 (Himawari-4) | GTO    | 6 SRMs, 3 étages |
| 7 février 1990, 01:33    | 21(F) | MOS-1B (Momo-1B)   | LEO    | 9 SRMs, 2 étages |
| 28 août 1990, 09:05      | 22(F) | BS-3A (Yuri-3A)    | GTO    | 9 SRMs, 3 étages |
| 25 août 1991, 08:40      | 23(F) | BS-3B (Yuri-3B)    | GTO    | 9 SRMs, 3 étages |
| 11 février 1992, 01:50   | 24(F) | JERS-1 (FUYO-1)    | LEO    | 9 SRMs, 2 étages |